# Селище (Ростовский район)
Селище — упразднённая в 1995 году деревня в Ростовском районе Ярославской области России. Ныне урочище.
Упоминается в источниках XIX века как родина Алеши Поповича.

## География
Урочище находится в юго-восточной части области, в зоне хвойно-широколиственных лесов, на реке Кось (ранее называлась Касть), в 22 км от Ростова.

### Климат
Климат характеризуется как умеренно континентальный, с умеренно холодной зимой и относительно тёплым влажным летом. Среднегодовая температура воздуха — +3,4 °C. Средняя температура воздуха самого холодного месяца (января) — −11,1 °C (абсолютный минимум — −46 °C); самого тёплого месяца (июля) — +17,3 °C (абсолютный максимум — +36 °C). Годовое количество атмосферных осадков составляет 500—600 мм, из которых большая часть выпадает в тёплый период.

## История
«Согласно рукописи Артынова, в этом месте жил отшельник Крепкомысл, обративший в христианство Пимну — дочь языческого верховного жреца, за что он и был убит вместе с новообращенной; впоследствии же времени это место было вотчиной Михаила Александровича Касаткина (XVI в.), которую он и отдал в приданое за своей дочерью Марией, выданной за Василия Ивановича Приимкова».
Из описания 1885 года известно, что в этом году в деревне имелось 25 дворов и в ней было 107 ревизских душ. Относилась она к Зверинцевской волости Ростовского уезда Ярославской губернии, приходу села Алёшково.
Деревня Селище в предвоенные годы относилась к Филяевскому сельсовету, позже к Дмитриановскому сельсовету (ныне Дмитриановский сельский округ сельского поселения Петровское) Ростовского района.
К концу XX века прекратила своё существование и в 1995 году была исключена из учётных данных.

## Население
К 1885 году проживало 107 душ, в 1908 году — 225 человек.

По метрическим книгам села Алёшково в деревне Селище проживали следующие фамилии: Абрамовы, Гордеевы, Гусаровы (Пестовы), Дмитриевы, Ло(а, у)пачевы, Каштановы, Куликовы, Мареевы, Малышевы, Пантелеевы, (Я)Храмовы.

## Известные уроженцы, жители
По рукописям этнографа Артынова, упомянутым у Титова в описании Ростовского уезда, родина Алёши Поповича — деревня Селище.